# Eiskunstlauf-Weltmeisterschaften 1947
Die 38. Eiskunstlauf-Weltmeisterschaften fanden vom 13. bis 17. Februar 1947 in Stockholm (Schweden) statt. Es waren die ersten Weltmeisterschaften nach dem Zweiten Weltkrieg. Athleten aus Deutschland, Österreich und Japan waren nicht zugelassen. Besonders für den österreichischen Eiskunstlauf war dieser Ausschluss ein harter Schlag, hätten doch Eva Pawlik und Edi Rada große Chancen gehabt, Medaillen zu gewinnen.

## Ergebnisse

### Herren
| Platz | Sportler         | Land                   |
| ----- | ---------------- | ---------------------- |
| 1     | Hans Gerschwiler | Schweiz                |
| 2     | Richard Button   | Vereinigte Staaten     |
| 3     | Arthur Apfel     | Vereinigtes Königreich |
| 4     | Vladislav Čáp    | Tschechoslowakei       |
| 5     | Per Cock-Clausen | Dänemark               |

Punktrichter waren:
- J. Bizek  Tschechoslowakei
- P Sörensen  Dänemark
- H. M. Martineau  Vereinigtes Königreich
- A. Winkler  Schweiz
- L. Wakefield  Vereinigte Staaten

### Damen
| Platz | Sportlerin            | Land                   |
| ----- | --------------------- | ---------------------- |
| 1     | Barbara Ann Scott     | Kanada                 |
| 2     | Daphne Walker         | Vereinigtes Königreich |
| 3     | Gretchen Merrill      | Vereinigte Staaten     |
| 4     | Eileen Seigh          | Vereinigte Staaten     |
| 5     | Jeannette Altwegg     | Vereinigtes Königreich |
| 6     | Janette Ahrens        | Vereinigte Staaten     |
| 7     | Alena Vrzáňová        | Tschechoslowakei       |
| 8     | Bridget Shirley Adams | Vereinigtes Königreich |
| 9     | Britta Råhlén         | Schweden               |
| 10    | Jiřina Nekolová       | Tschechoslowakei       |
| 11    | Jill Linzee           | Vereinigtes Königreich |
| 12    | Patricia Molony       | Australien             |
| 13    | Gun Ericson           | Schweden               |
| 14    | Liv Borg              | Norwegen               |
| 15    | Ingeborg Nilsson      | Norwegen               |
| 16    | Leena Pietilä         | Finnland               |
| 17    | Kristi Linna          | Finnland               |
| 18    | Liisa Helanterä       | Finnland               |
| 19    | Harriet Pantaenius    | Finnland               |

Punktrichter waren:
- C. F. MacGillicuddy  Australien
- D. B. Cruikshank  Kanada
- J. Hainz  Tschechoslowakei
- Walter Jakobsson  Finnland
- H. J. Clarke  Vereinigtes Königreich
- B. Börjeson  Norwegen
- P. Sörensen  Dänemark
- T. Mothander  Schweiz
- L. Wakefield  Vereinigte Staaten

### Paare
| Platz | Sportler                                    | Land                   |
| ----- | ------------------------------------------- | ---------------------- |
| 1     | Micheline Lannoy / Pierre Baugniet          | Belgien                |
| 2     | Karol Kennedy / Peter Kennedy               | Vereinigte Staaten     |
| 3     | Suzanne Diskeuve / Edmond Verbustel         | Belgien                |
| 4     | Winifred Silverthorne / Dennis Silverthorne | Vereinigtes Königreich |
| 5     | Britta Råhlén / Bo Mothander                | Schweden               |
| 6     | Doris Noffke / Walter Noffke                | Vereinigte Staaten     |
| 7     | Denise Fayolle / Guy Pigier                 | Frankreich             |
| 8     | Běla Zachová / Jaroslav Zach                | Tschechoslowakei       |
| 9     | Margot Walle / Allan Fjeldheim              | Norwegen               |
| 10    | Denise Favart / Jacques Favart              | Frankreich             |
| 11    | Marit Henie / Erling Bjerkhoel              | Norwegen               |

Punktrichter waren:
- M. Nicaise  Belgien
- J. Hainz  Tschechoslowakei
- G. Torchon  Frankreich
- H. M. Martineau  Vereinigtes Königreich
- C. Christensen  Norwegen
- E. Törsleff  Schweden
- L. Wakefield  Vereinigte Staaten

## Medaillenspiegel
| Platz | Land                   | Gold | Silber | Bronze | Gesamt |
| ----- | ---------------------- | ---- | ------ | ------ | ------ |
| 1     | Belgien                | 1    | –      | 1      | 2      |
| 2     | Kanada                 | 1    | –      | –      | 1      |
| 2     | Schweiz                | 1    | –      | –      | 1      |
| 4     | Vereinigte Staaten     | –    | 2      | 1      | 3      |
| 5     | Vereinigtes Königreich | –    | 1      | 1      | 2      |